# Lambula transcripta
Lambula transcripta är en fjärilsart som beskrevs av T.P. Lucas 1890. Lambula transcripta ingår i släktet Lambula och familjen björnspinnare. Inga underarter finns listade i Catalogue of Life.